# سختی سنجی شر
سختی سنجی شُر (به انگلیسی: Shore,Scleroscope)، یکی از رایج‌ترین روش‌های سختی سنجی پلیمرها است؛ که سختی مواد را با اندازه‌گیری نفوذ موضعی ایجاد شده به کمک الماس یا فولاد سخت، مشخص می‌کند.
در آزمایش سختی به روش شُر، سختی براساس مقدار بازگشت چکشی است که یک الماسی نوک تیز در انتهای آن قرار گرفته و از ارتفاع معین استاندارد شده‌ای (حدود 250mm) به‌طور عمود بر سطح قطعه مورد آزمایش رها می‌شود. بدین جهت به سختی الاستیکی یا سختی ارتجاعی (برگشتی) یا سختی دینامیکی هم معروف است. ارتفاع برگشت، از روی صفحه مدرجی که به ۱۰۰ قسمت درجه‌بندی شده خوانده می‌شود. یکی از مزایای دستگاه شُر قابلیت حمل و نقل آن است که می‌تواند به راحتی برای تعیین سختی قطعات بزرگ مانند غلتک‌ها، چرخ دنده‌ها و از این قبیل در محل کار استفاده شود. برای اندازه‌گیری سختی مواد پلیمری و الاستومر‌ها می‌توان از دستگاه سختی سنج دورومتر استفاده کرد.
روش سختی سنجی شر دارای دو نوع می‌باشد. در Shore A از یک سوزن به شکل مخروط ناقص استفاده می‌شود و در Shore D سوزن به شکل یک مخروط با نوک کروی شکل می‌باشد. در هر دو مورد نیرو توسط وزنه و یک فنر اعمال می‌شود، و عمق فرورفتگی به عنوان معیاری برای سنجش سختی می‌باشد.
در این روش سختی به کمک فرمول زیر محاسبه می‌شود.
{\displaystyle D=100-{\frac {h}{0.025}}}
- h = عمق فرورفتگی در زمان اعمال کل نیرو بر حسب mm

## روش‌های مختلف سختی سنجی شر
نخستین نمونه این سختی سنج در ۱۹۰۷ توسط آلبرت. اف. شر ارائه گردید. اگر چه امروزه دیگر این دستگاه تولید نمی‌شود اما هنوز برای آزمون غلتک‌های نورد یا قطعات بزرگ فورج شده از این روش استفاده می‌گردد. اساس این روش برافتادن یک پرتابه با نوک الماسه از ارتفاع معین و اندازه‌گیری ارتفاع برگشت آن، استوار است. دو نوع از این سختی سنج‌ها تولید می‌شدند. در نوع C پرتابه از ارتفاع ۱۰ اینچ معادل ۲۵۴ میلیمتر در داخل یک لوله شیشه ای مدرج به سمت نمونه آزمون پرتاب می‌گردد. از اعداد روی لوله مدرج جهت خواندن عدد سختی در این مقیاس که با HSc نشان داده می‌شود، استفاده می‌گردد. ارتفاع برگشت با قضاوت چشم از روی خطوط مدرج لوله تخمین زده می‌شود. لوله شیشه ای دارای درجه‌بندی ۱۴۰ تایی است که در این معیار سختی ۱۰۰ معادل سختی فولاد ابزار کوئنچ شده در آب (بدون تمپر کردن) در نظر گرفته می‌شود. برای کسب یک نتیجه مطمئن باید چند آزمایش متوالی با جابه‌جا کردن محل دستگاه آزمایش روی سطح نمونه، انجام گردد. استاندارد ASTM E448 برای انجام آن موجود است. دستگاه استاندارد آزمایش شر مجهز به یک درپوش لاستیکی است. فشار دادن درپوش باعث می‌شود پرتابه به سمت بالا، که در آنجا توسط یک قلاب نگه داشته می‌شود، کشیده شود. فشار مجدد روی درپوش، قلاب را آزاد کرده و پرتابه آزادانه رها می‌شود.
این آزمون مشخصا برای فلزات بسیار سخت مناسب است و از آنجایی که قابل حمل است می‌تواند برای آزمایش قطعات بزرگ در محل استفاده شود. در مدل D از پرتابه ای سنگین تر استفاده شده‌است. در این دو مدل اگر کالیبراسیون به نوعی باشد که بیشترین عدد نشاندهنده سختی غلتک نورد سرد باشد در اینصورت به آن‌ها HFRSc و HFRSd اطلاق می‌شود که کوتاه شده کلمات عبارت Forged roll Scleroscope hardness number می‌باشد.
شاید محبوب‌ترین و رایج‌ترین روش اندازه‌گیری سختی مواد روش Shore Durometer است که خود به دو نوع مختلف تقسیم می‌شود. Shore A که در آن یک سوزن به شکل مخروط ناقص و Shore D که در آن یک سوزن به شکل مخروط با نوک کروی شکل است. این آزمون طبق استانداردهای ASTM D2240 یا ISO 868 قابل انجام است. در هر دو مورد نیرو توسط وزنه و یک فنر اعمال می‌شود و عمق فرو رفتگی به عنوان میزانی برای سنجش سختی است. یکی از مزیت‌های روش Shore قابل حمل بودن تجهیزات این آزمون به دلیل کوچک بودن دستگاه آن است.
آزمون Shore A برای تعیین سختی لاستیک‌های نرم و پلاستیک‌های خیلی نرم مانند PVC نرم شده به کار می‌رود. در این روش سوزن مخروطی ناقص، زاویه ۳۵ درجه و قطر صفحه صاف ۰/۷۹ میلی‌متر دارد و طبق معادلهٔ زیر محاسبه می‌شود که در آن F، نیروی وارده بر حسب میلی نیوتن و Ha مقدار سختی است.
{\displaystyle F=550+75H_{a}}
آزمون Shore D برای لاستیک‌های سخت و ترموپلاستیک‌هایی مانند PTFE کاربرد دارد. زاویه قرارگیری سوزن در این روش، ۳۰ درجه و با شعاع کروی ۰/۱ میلی‌متر است که طبق معادلهٔ زیر محاسبه می‌شود.
{\displaystyle F=445H_{d}}
| سختی پلیمر | کاربرد              |
| ---------- | ------------------- |
| 35 Shore A | نوارهای لاستیکی     |
| 50 Shore A | مهر لاستیکی         |
| 60 Shore A | تیغه برف پاکن خودرو |
| 65 Shore A | تایر خودرو          |
| 70 Shore A | پاشنه کفش           |
| 80 Shore A | کف کفش              |
| 85 Shore A | واشر شیرالات        |
| 95 Shore A | تایر لیفتراک        |
| 60 Shore D | توپ گلف             |
| 80 Shore D | غلتک ساخت کاغذ      |